# كريستوفر اولسن
كريستوفر اولسن (بالنرويجية البوكمول: Kristoffer Olsen)‏ هو ربان ‏ نرويجي، ولد في 8 أغسطس 1883 في Stokke ‏ في النرويج، وتوفي في 4 أغسطس 1948.

## وصلات خارجية
- كريستوفر اولسن على موقع أوليمبيديا (الإنجليزية)